# Psel
De Psel (Псел) is een linker zijrivier van de Dnjepr met een lengte van 717 km en een stroomgebied van 22.800 km². 
De rivier de Psel ontspringt in de zuidoostelijke uitlopers van het Centraal-Russisch Plateau op Russisch grondgebied. De bovenloop stroomt aanvankelijk in westelijke richting. In het middengebied, ten zuiden van de stad Soemy stoomt de rivier naar het zuidwesten en snijdt daarbij diep in het Poltava-Plateau. De rivier mondt uit in de Dnjepr waar die is afgedamd voor het  Kamjansk-reservoir, in het Oblast Poltava ten westen van de stad Horisjni Plavni. Belangrijke zijrivieren zijn de Chorol en de Howtwa.
Grotere steden aan de Psel zijn Soemy, Hadjatsch en Schyschaky. Howtwa was ook belangrijk in de Middeleeuwen.
Vanaf de linkerkant stromen de volgende rivieren in de Psel: Udava, Ribichya, Sinna, Sirovatka, Lehan, Vilshanka, Budylka, Borovenka, Veprik, Bobryk, Lyutenka, Hrun-Tashan, Hovtva, Rudka. Vanaf de rechterkant stromen Sudža, Porozok, Bezimenna, Oleshnja, Sumka, Vorozhba, Mezhyrichka, Hrun, Vuzka, Vovnyanka, Balaklijka, Bahachka, Khorol, Omelnyk, Sukhji Kahamlik erin.